# Kościół Świętych Apostołów Piotra i Pawła w Bolechowicach
Kościół Świętych Apostołów Piotra i Pawła oraz Matki Bożej Różańcowej – parafialny kościół rzymskokatolicki znajdujący się w Bolechowicach, w gminie Zabierzów, w województwie małopolskim. Obiekt wraz z przykościelnym cmentarzem został wpisany do rejestru zabytków nieruchomych województwa małopolskiego.

## Historia
Pierwsze wzmianki o kościele pochodzą z lat 1325 — 1327. Gotyckie prezbiterium i zakrystia, ufundowane przez biskupa Piotra Wysza z Radolina z ostrołukowym portalem w którym zachowały się gotyckie, kute drzwi z herbami Ozoria i Leszczyc datowane jest na 1393, zaś odkryta w 60. XX w. gotycka polichromia ścian prezbiterium powstała w latach 1410 — 1420. Korpus nawy dobudowano w XV w. Dzwon kościelny odlano w 1545. XVII wieczne lunety o przekroju kolebkowym znajdują się nad nawą, do której dobudowano w 1625 środkową część. W drugiej połowie XVII w. świątynia została odnowiona. We wnętrzu kruchty znajduje się kamienny portal z 1673. Z 1775 pochodzi barokowa kamienna figura przydrożna (przed kościołem) przedstawiająca posąg św. Jana Nepomucena. W latach 1912 — 1914 przedłużono nawę i dobudowano eklektyczną wieżę.
We wnętrzu budowli znajdują się epitafia: Adriana Skaszewskiego Adriana (1555), Anny Tchórzewskiej (1664), Bartłomieja Wiesiewicza (1693), a także fragment renesansowej płyty Pawła von Wathectora.
Do wyposażenia obiektu należą: XVIII wieczny ornat wykonany z użyciem tkaniny pochodzenia bizantyńskiego z XV w., obraz Chrystusa Ukrzyżowanego z II poł. XVII w. wykonany przez Jana Triciusa, drewniana balustrada w prezbiterium z pocz. XVIII w; barokowa chrzcielnica z czarnego „marmuru” dębnickiego z 1673, obraz św. Izydora z początku XIX w. oraz obraz Matki Bożej z Dzieciątkiem z I. poł. XIX w.

## Organy
Obecne organy piszczałkowe znajdujące się w kościele zbudowane zostały w 2010 roku przez organmistrza Dariusza Zycha. Natomiast dotychczas służący instrument został oddany parafii św. Boromeusza w Krakowie. Obecne organy zostały poświęcone przez kardynała Stanisława Dziwisza 27 czerwca 2010 roku. Instrument posiada dwa manuały o skali C – a3 oraz pedał o skali C – f1. W organach zastosowano mechaniczną trakturę gry oraz głosów. Zastosowano także takie pomoce jak połączenia: I-P, II-P, II-I, a także żaluzję oraz tremulant dla manuału II.

### Dyspozycja[8]
pogrubione zostały głosy językowe
| Manuał I       | Manuał II        | Ped         |
| -------------- | ---------------- | ----------- |
| Bourdon 16'    | Flet harm 8'     | Subbas 16'  |
| Pryncypał 8'   | Gamba 8'         | Oktawbas 8' |
| Gemshorn 8'    | Bourdon 8'       | Fletbas 8'  |
| Rurflet 8'     | Vox coelestis 8' | Chorał 4'   |
| Oktawa 4'      | Pryncypał 4'     | Fagot 16'   |
| Flet otw. 4'   | Rurflet 4'       |             |
| Kwinta 2 2/3   | Nasard 2 2/3'    |             |
| Superoktawa 2' | Flet 2'          |             |
| Mixtura 4x     | Tercja 1 3/5'    |             |
| Trompet 8'     | Mixtura 3x       |             |
|                | Obój 8'          |             |